# Filanda di Forno
La Filanda di Forno è uno storico opificio tessile di fine Ottocento. Si trova nel paese di Forno in Provincia di Massa-Carrara, e dal 2013 è aperta come museo di archeologia industriale.

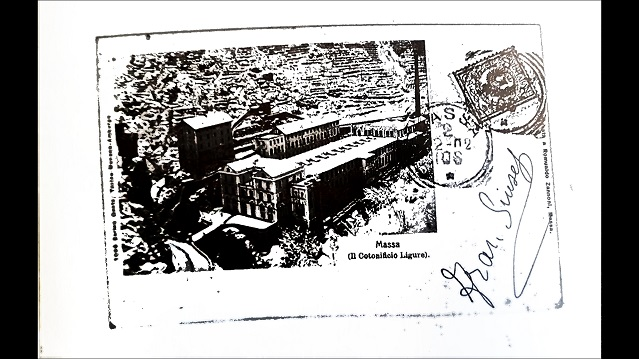
Filanda di Forno (Massa) nel 1902

## Storia

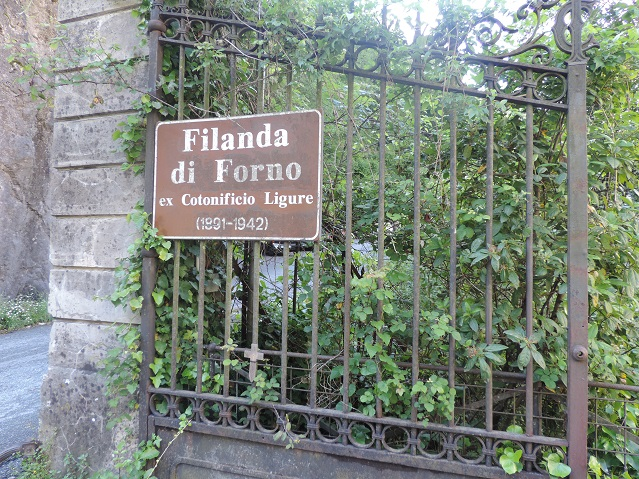
Cancello d'ingresso della Filanda di Forno (Massa)

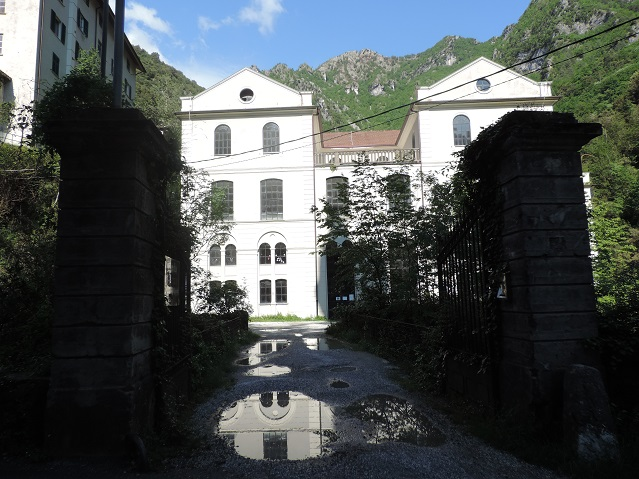
Ingresso principale della Filanda di Forno (Massa)

La Filanda fu costruita durante il periodo 1880-1890. A dare inizio ai lavori fu l'imprenditore ligure Prospero Schiaffino, che rimase promotore dell'iniziativa fino al 1887. In quell'anno l'edificio (ancora in costruzione) fu venduto ad Aurelio Ambrosio, che a sua volta lo rivendette nel 1888 alla Ditta Figari e Bixio di Genova. Tra il 1889-1890 Figari attribuì la proprietà alla Società Cotonificio Italiano, periodo in cui finirono i lavori di costruzione. Infine nel 1891, la Filanda iniziò la sua produzione a pieno regime. Nel 1894 la Società Cotonificio Italiano si sciolse; da essa nacque la Società Cotonificio Ligure, che acquistò gli immobili esistenti in Liguria ed a Massa, compresa la proprietà dell'opificio di Forno.
Una figura molto importante per l'avvio dell'azienda fu il Conte Ernesto Lombardo, nominato dalla ditta Figari e Bixio amministratore responsabile della costruzione e successivamente primo direttore fino agli inizi degli anni venti. Subentrò al conte il nipote Raffaele Lombardo.

## Descrizione

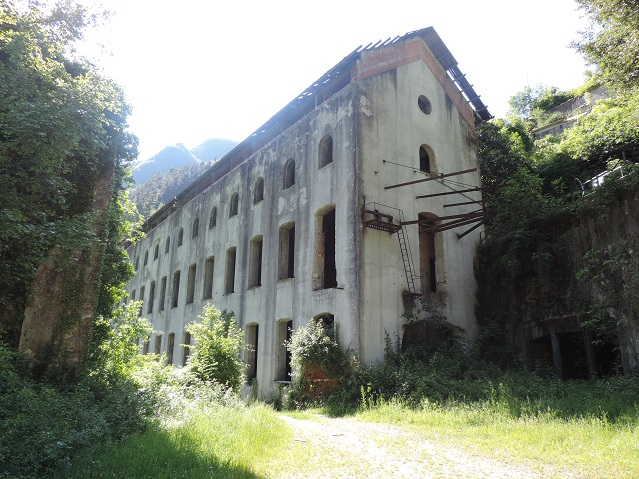
Resti del convitto della Filanda di Forno (Massa) nel 2017

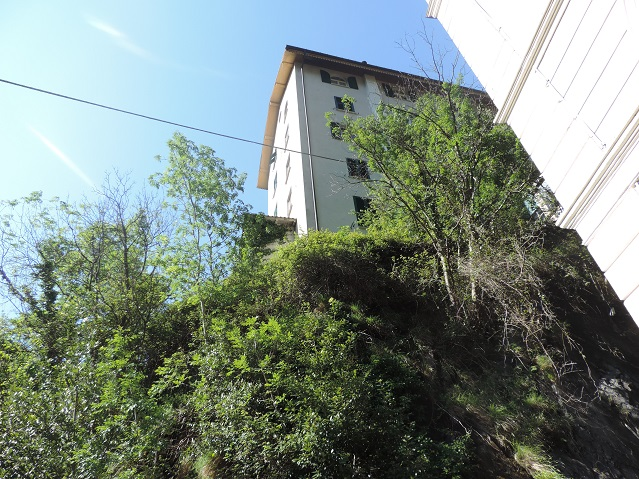
Palazzo assistenti della Filanda di Forno (Massa) nel 2017

Il progetto della Filanda, ideato dall'ingegner Frimi, prevedeva la costruzione di un complesso a gradini, tipico delle zone liguri, adatto alla zona montuosa di Forno. Il complesso era situato sulla sponda rocciosa del fiume Frigido ed era suddiviso in tre grandi blocchi: un blocco anteriore a tre piani che comprendeva la facciata, un blocco centrale a quattro piani (di cui due seminterrati) ognuno dei quali possedeva stanzoni immensi costituiti prevalentemente in legno, e un blocco posteriore verso monte che terminava seguendo il dislivello del terreno. Oltre alla fabbrica erano presenti un convitto per l'alloggio delle operaie (con circa cento posti letto), un palazzo per gli assistenti (con circa dieci appartamenti) e un magazzino.

### Macchinari utilizzati
I macchinari utilizzati nella Filanda alle origini erano provenienti dall'Inghilterra; per questo motivo il funzionamento della fabbrica era ispirato al modello dell'industria inglese, tipico dell'epoca della rivoluzione Industriale. Di seguito l'elenco dei principali marchi utilizzati:
- Battitoi della Lord Brothers (1890)
- Carde, Banchi, Stiratoi, Rings a filare della Dobson & Barlow (1890/1894)
- Rings a filare e ritorcere della Brooks & Dovey (1892/1893)
- Rings della Samuel Brooks (1892)

I macchinari utilizzati, secondo l'ordine di lavorazione, erano:
- Battori: 2 macchine
- Banchi: 50 macchine
- Ritorti: 14 macchine
- Aspe: 20 macchine
- Carde: 30 macchine
- Filari: 82 macchine
- Bubiloni: 10 macchine
- Presse
- Colli

### Il funzionamento della fabbrica

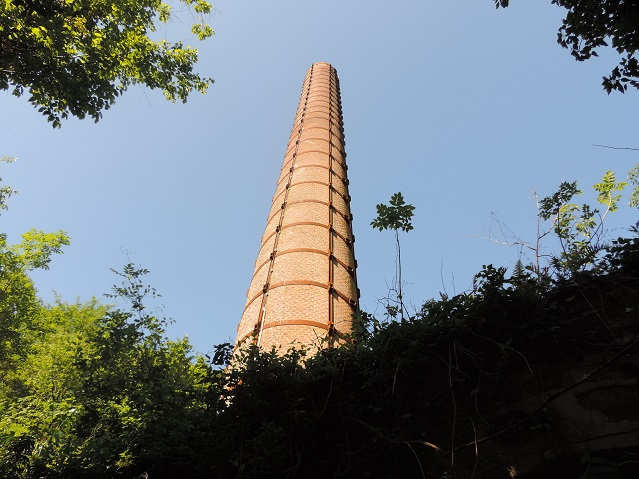
Resti della ciminiera della Filanda di Forno (Massa) nel 2017

Per il funzionamento di un impianto di filatura del cotone da 20 000 fusi, la forza motrice proveniva principalmente dalle acque del Frigido, attraverso l'utilizzo di una turbina idraulica. In origine la turbina utilizzata fu una J.J. Rieter a sistema Girard che era capace di sviluppare una potenza da 270 a 750 HP.
Nella seconda metà degli anni venti, quella turbina venne sostituita da una Pelton ad asse verticale con quattro ugelli e contro ugello, completa di regolatore di velocità, capace di sviluppare una potenza di 1500 HP. L'organo rotante, munito di pale, era immerso in un pozzo sotterraneo a circa quaranta metri di profondità. L'acqua,  raccolta alla sorgente del fiume, arrivava al pozzo attraverso un condotto forzato. Data l'enorme pressione con cui l'acqua usciva dalla turbina, venne costruito un canale di sfogo per far defluire l'acqua nel fiume. Quando ci fu il cambio di turbina, il canale venne ulteriormente modificato, ribassato di circa cinquanta centimetri.
L'organo trasmetteva la rotazione al grande albero centrale; quest'ultimo la trasmetteva agli altri alberi rotanti, che a loro volta la trasmettevano ai macchinari attraverso un sistema di cinghie. In mancanza d'acqua, nei periodi di siccità, venivano utilizzate delle caldaie a vapore (a carbone) che mettevano in funzione gli stessi alberi. Una grande ciminiera permetteva lo scarico dei fumi.
Nel 1915, le caldaie vennero sostituite da motori elettrici delle Officine Savignano, con una potenza di 450 HP ciascuno. Successivamente, intorno agli anni venti, i motori elettrici vennero sostituiti dai motori diesel Tosi a sei cilindri, dalla potenza di 360 HP. La rotazione dell'albero centrale permetteva inoltre il funzionamento di una dinamo, la quale consentiva di illuminare l'intera fabbrica, il convitto e il palazzo operaio in paese. La notte, essendo la turbina Pelton a riposo, veniva utilizzata un'altra turbina di dimensioni ridotte, a cui era collegata un'altra dinamo. La piccola turbina era ad asse orizzontale con una forza di 45 HP, collegata ad una dinamo Siemens da 80 A e 120 V.

## Forza Lavoro

### I dipendenti
Negli anni iniziali della fabbrica  (1890-1895) ci fu la fase massima di occupazione, che comprendeva circa un migliaio di dipendenti. Questa stima include anche tutta la manodopera impegnata nella rifinitura dello stabilimento, nella costruzione del grande palazzo in paese (1892-1893) e nella costruzione del 3º tronco della via provinciale della Bassa Tambura, utilizzata per raggiungere lo stabilimento dalla città di Massa. Nei primi decenni del Novecento, il numero dei dipendenti si aggirava intorno alle 500 unità, infine negli anni trenta si arrivò ai minimi occupazionali con circa 300-350 unità. Questo calo era dovuto a molteplici fattori: alla crisi dell'industria cotoniera nazionale a fine ottocento, alla legislazione sul lavoro delle donne e dei fanciulli (1902), e alla crisi legata alla prima guerra mondiale.
| Anno | Numero dipendenti | Maschi | Femmine |
| ---- | ----------------- | ------ | ------- |
| 1893 | 798               | 254    | 544     |
| 1903 | 380               | 80     | 300     |
| 1905 | 476               | 89     | 387     |
| 1906 | 480               | 82     | 398     |
| 1907 | 560               | 155    | 405     |
| 1911 | 345               | 80     | 265     |
| 1913 | 370               |        |         |
| 1914 | 349               | 58     | 291     |
| 1915 | 555               | 85     | 470     |
| 1916 | 479               | 64     | 415     |
| 1917 | 503               | 83     | 420     |
| 1925 | 350               | 100    | 250     |
| 1938 | 247               | 45     | 202     |

La giustificazione per cui la manodopera femminile era maggiore di quella maschile è l'esigenza della produzione, che richiedeva mani esili e sottili per la lavorazione del filato.

Le donne operaie indossavano gli abiti personali più un grembiule con taschetto concesso dalla società. Gli uomini che lavoravano nell'officina indossavano una tuta sempre concessa dalla società, mentre tutti coloro che lavoravano negli altri reparti indossavano gli abiti personali. L'orario di lavoro era il seguente:
- Turnato: 05-14 e 16-22
- Giornaliero: 08/12-13:30/17:30

Guadagni:
- Donne: 80 lire ogni quindici giorni
- Operai addetti ai Battori ed alle Carde: 90 lire ogni quindici giorni
- Operai dell'Officina: 96 lire ogni quindici giorni

### Lo svolgimento del lavoro
Le balle di cotone, numerate per tipo, arrivavano attraverso vagoni su rotaie al magazzino, situato nella parte posteriore del Convitto. Da lì venivano portate su carrelli alla Mischia, il reparto dove le balle venivano scomposte e mischiate per ottenere la fibra. Terminata la mischia il prodotto veniva passato nei Battitori, macchine che riducevano i fili di cotone da tre a uno. Poi il tutto veniva trasportato nella parte centrale della fabbrica, sottoponendolo alla preparazione della filatura attraverso le Carde, lo Stiratore, il Banco Grosso, Medio e Fine.  A questo punto il filo veniva filato nei Fusi, situati al primo piano del blocco centrale, e portato ad annaspare alle Aspe ed ai Bubiloni. Infine il prodotto, dopo il lavaggio, veniva portato nel magazzino del secondo piano seminterrato, dove veniva confezionato e preparato per la spedizione.

### Regolamento interno
Il direttore Lombardo, il 1 gennaio 1901, affisse all'entrata dello stabilimento il regolamento con i divieti e le conseguenti sanzioni. Di seguito l'elenco dei principali articoli:
- Art. 2: "dopo il secondo suono di campana si chiuderà la porta e gli operai rimasti fuori non saranno più lasciati entrare e multati"
- Art. 4: vietava di "recarsi fuori dal posto di lavoro"
- Art. 5: vietava di "fumare, cantare, zufolare, gridare e fare strepitio tanto all'interno dello stabilimento che nel recinto"
- Art. 6: vietava di "introdurre nello stabilimento vino, liquore, o altro"
- Art. 8:  obbligo all' obbedienza e di "attendere continuamente al lavoro"
- Art. 9: l'insubordinazione era punita con la multa ma anche con il "licenziamento immediato" e la perdita del deposito
- Art. 10: definiva che tutti gli operai dovevano lasciare "in deposito alla Direzione la mercede di 15 giorni di lavoro"
- Art. 11: stabiliva che "il rifiuto di abbandonare la sala dopo il licenziamento, la solidarietà con i compagni puniti o espulsi, l'incitamento a promuovere disordini, lo sciopero generale o parziale, saranno puniti con la perdita del deposito"
- Art. 12: citava la facoltà della Direzione di licenziare "senza preavviso"
- Art. 14: i danni ai macchinari sarebbero stati pagati dall'autore, altrimenti in mancanza del colpevole da tutti gli operai della sala
- Art. 15: gli autori dei furti "saranno subito licenziati e denunciati alla giustizia, ed il loro nome esposto con apposito avviso nello stabilimento"
- Art. 16: annunciava una ricompensa e il silenzio per chi denunciava i furti
- Art. 17: dava la facoltà al portiere di "visitare qualsiasi collo e involto" in uscita dallo stabilimento

## Influenza locale
La nascita dello stabilimento cambiò notevolmente la piccola frazione montana di Forno. Già dall'Ottocento era registrato un incremento demografico notevole, ma il balzo enorme si ebbe con la Filanda: dai 914 abitanti del 1871 si arrivò ai 1968 del 1901. Nel periodo in cui la Filanda venne costruita e avviata, la popolazione era quasi raddoppiata.
La crescita della popolazione portò alla nascita di nuovi edifici che, per la conformazione montana della zona, si svilupparono in altezza. Inoltre i residenti di Forno assistettero a una immigrazione di famiglie provenienti dai comuni limitrofi, come Seravezza, Pietrasanta, Camaiore, Carrara e Sarzana. Ciò comportò la creazione di nuovi servizi commerciali e di una mentalità più aperta verso l'estraneo, che permise la formazione di nuove culture, a contrario di altri paesi montani classici.
La presenza della Filanda costrinse il comune di Massa alla sistemazione di Via Bassa Tambura, l'unica via di comunicazione tra il cotonificio e la città, e alla creazione della Tranvia di Massa, necessaria per il trasporto delle merci e degli operai. La realtà locale era stata profondamente modificata, ma Forno non usufruì della ricchezza che l'opificio rappresentava. Certamente migliorò la vita sociale, ma la ricchezza dei residenti rimase la stessa, in quanto la fabbrica rappresentò un colosso a sé stante, che non creava nessun collegamento con l'economia locale.

## Fine dell'attività e dopoguerra
Il 25 maggio 1942 la Filanda di Forno, del Cotonificio Ligure, venne dichiarata inattiva per mancanza di materie prime. La Regia Marina, allora denominazione della marina militare italiana, utilizzò l'opificio come magazzino/deposito fino al 29 luglio 1944. In quell'anno i Tedeschi saccheggiarono gran parte del materiale presente e minarono lo stabilimento con le bombe incendiarie, così, visto che l'edificio era costruito in legno, crollarono tetti e solai. Nel primo dopoguerra, dopo la distruzione, vennero smantellati gran parte dei macchinari e il 1º marzo 1950 venne avviata l'Officina di produzione di energia elettrica, realizzata sfruttando la grande turbina esistente e funzionante. La produzione continuò fino al 1970, dopo di che la Filanda divenne un immobile storico e nel 1983 venne acquistata dal comune di Massa.

### Oggi
Nel 2009 il comune di Massa affidò all'Istituto di ricerca sul territorio e l'ambiente (IRTA) il progetto che prevedeva il recupero e la valorizzazione della Filanda di Forno, attraverso il recupero degli edifici rimasti, la catalogazione dell'attrezzatura presente nell'edificio, una ricerca storica e la costruzione di un centro di documentazione per la raccolta e la catalogazione di materiale documentario.
Il 2 maggio 2013 la Filanda è stata riaperta e riconsegnata alla città. Il piano terra dell'edificio è diventato un museo di archeologia industriale, che raccoglie i macchinari e gli utensili utilizzati per la lavorazione del cotone.

## Nella cultura di massa
Nel 1991 Pino Daniele girò il video della canzone "Quando" presso la Filanda di Forno. Nel 1994, Renato Zero utilizzò la Filanda per girare il video della canzone "Amando, amando".